# Hofreitschule

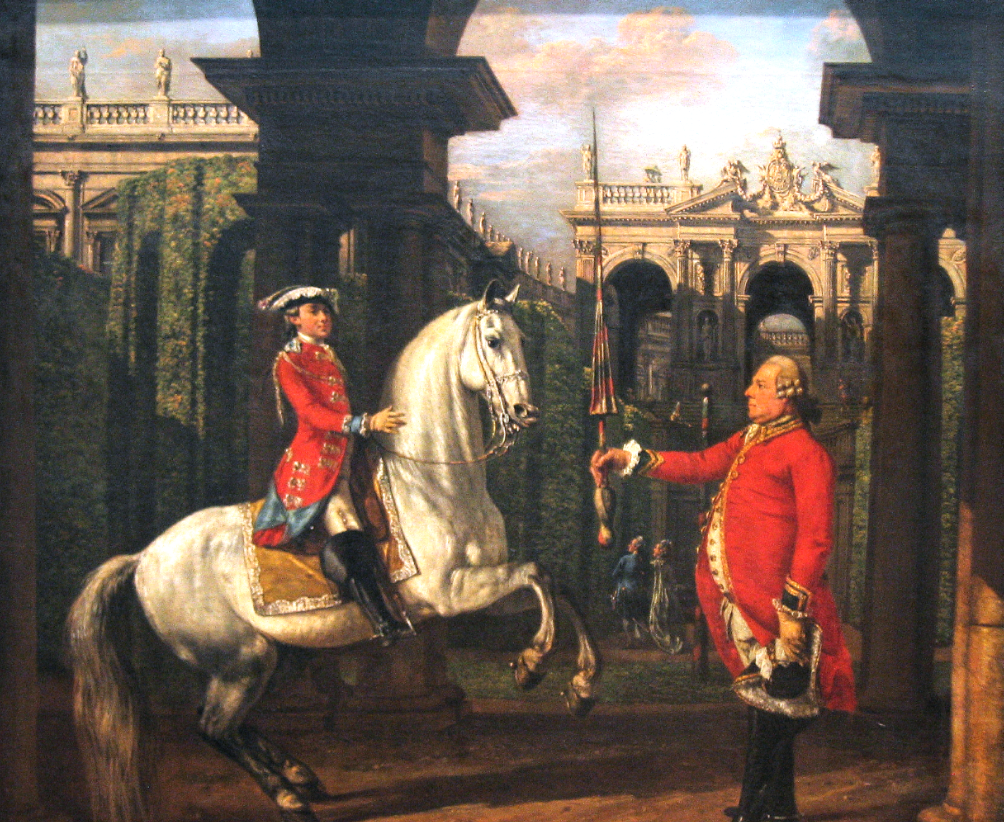
Gemälde der Spanischen Hofreitschule von Canaletto, 1773

Eine Hofreitschule war eine Institution am Hof eines Herrscherhauses, die Teil des höfischen Marstalls war. Sie diente der reiterlichen Betätigung der Mitglieder der Herrscherfamilie und lehrte sie die Reitkunst. Auch anderen adeligen Mitgliedern des Hofs standen die Einrichtungen meist zur Verfügung. Die Hofreitschule stellte ausgebildete Pferde und Räumlichkeiten zum Reiten, beispielsweise eine Reitbahn zur Verfügung. Aufgrund der großen Bedeutung des Pferdes als Transportmittel nahm alles, was mit Reiten und Fahren zu tun hatte, an den Höfen eine wichtige Stellung ein. Im Barock diente eine Hofreitschule auch der Repräsentation.
Berühmte Hofreitschulen gab es beispielsweise in Versailles, die Spanische Hofreitschule in Wien oder im Schloss Christiansborg in Kopenhagen. Das heute als Marstall bezeichnete Gebäude in München war nur das Reithaus der Hofreitschule, ein Nachfolgebau des am Hofgarten gelegenen alten Turnierhauses, das 1822 abgerissen wurde. Der gesamte ehemalige Münchner Marstall wurde im Zweiten Weltkrieg zerbombt; der jetzige „Marstall“ ist eine Fassadenrekonstruktion.
Der breiten Öffentlichkeit standen die Einrichtungen nicht zur Verfügung. Dies trug mit dazu bei, dass nach dem Ende der Monarchien zumeist auch die Hofreitschulen verschwanden. Deren Bedeutung für die Reitkunst wurde erst später erkannt, daraufhin wurden einige Hofreitschulen wieder neu gegründet.

## Bekannte Hofreitschulen und Institute für klassische Reitkunst
Die Spanische Hofreitschule in Wien sicherte nach dem Ende der k.u.k. Monarchie 1918 ihr weiteres Überleben, indem die sich der Öffentlichkeit öffnete und durch Vorführungen rasch eine breite Popularität erlangte. In Frankreich bewahrt der Cadre Noir die Reitkunst.
Portugal und Spanien erhalten die Reitkunst des 15. bis 18. Jahrhunderts durch den Stierkampf. Im 20. Jahrhundert wurden in Jerez de la Frontera, Spanien und in Queluz, Portugal Hofreitschulen wieder eröffnet. Staatliche Reitschulen mit Vorführungen der Reitkunst sind:
- die Spanische Hofreitschule in Wien, Österreich, erste Erwähnung 1565[5]
- der Cadre Noir in Saumur, Frankreich, gegründet 1814[6]
- die spanische Hofreitschule in Jerez de la Frontera, Spanien, in ihrer heutigen Form 1973 gegründet[7]
- die portugiesische Hofreitschule in Queluz, Portugal, in ihrer heutigen Form 1979 gegründet[8]

Weitere Stätten mit Reitschulen und Vorführungen der Reitkunst sind:
- die Académie du spectacle équestre, Versailles, Frankreich, gegründet 2002[9]
- die Fürstliche Hofreitschule in Bückeburg, Deutschland, gegründet 2004[10]
- das Reitinstitut Egon von Neindorff in Karlsruhe, Deutschland, gegründet 1949[11]
- die Reitschule Bent Branderups in Toreby, Dänemark[12]